# Кардоникская
Кардони́кская (карач.-балк. Къарданик) — станица в Зеленчукском районе Карачаево-Черкесии.
Образует муниципальное образование Кардоникское сельское поселение как единственный населённый пункт в его составе.

## География

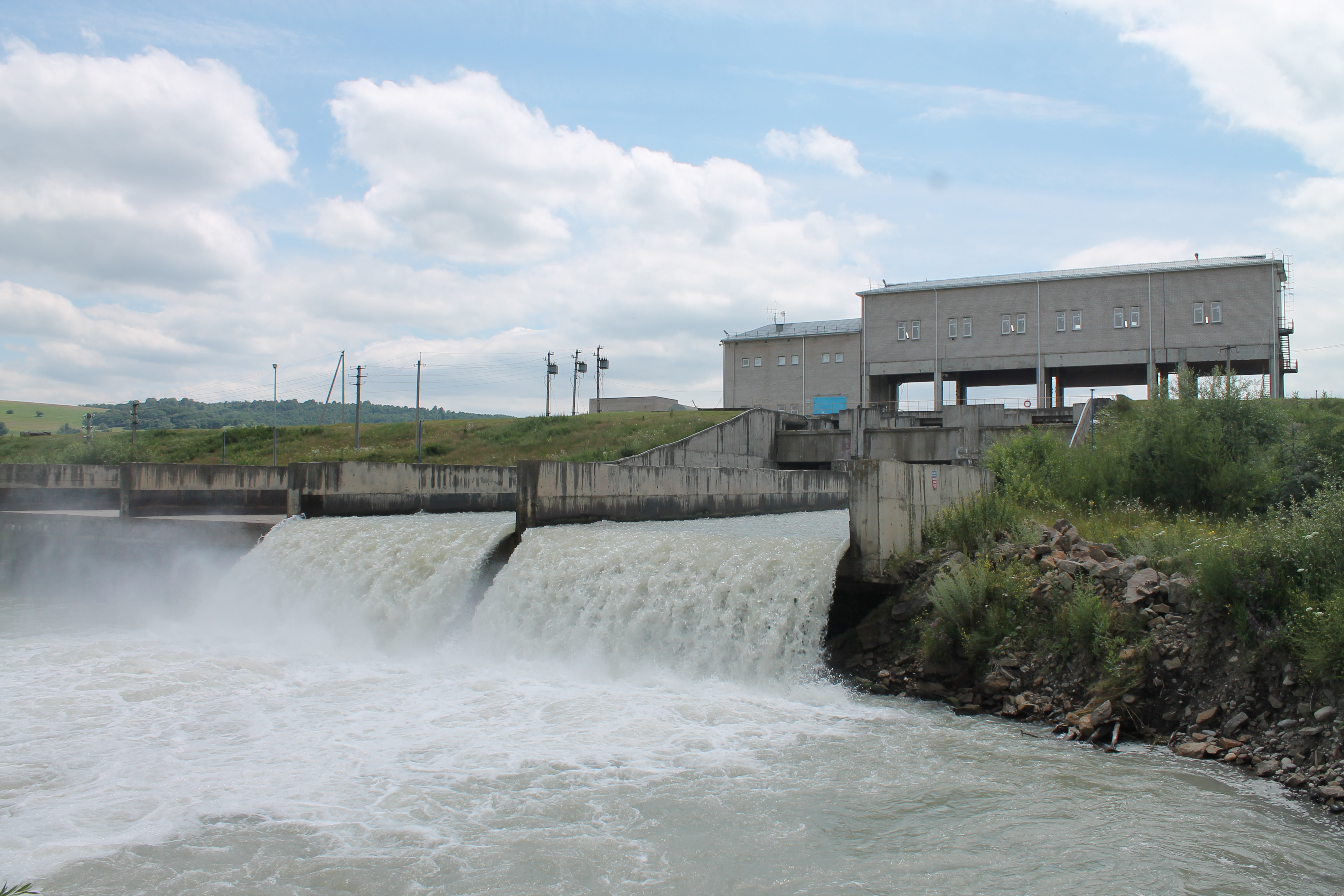
Гидроузел на реке Аксаут южнее Кардоникской

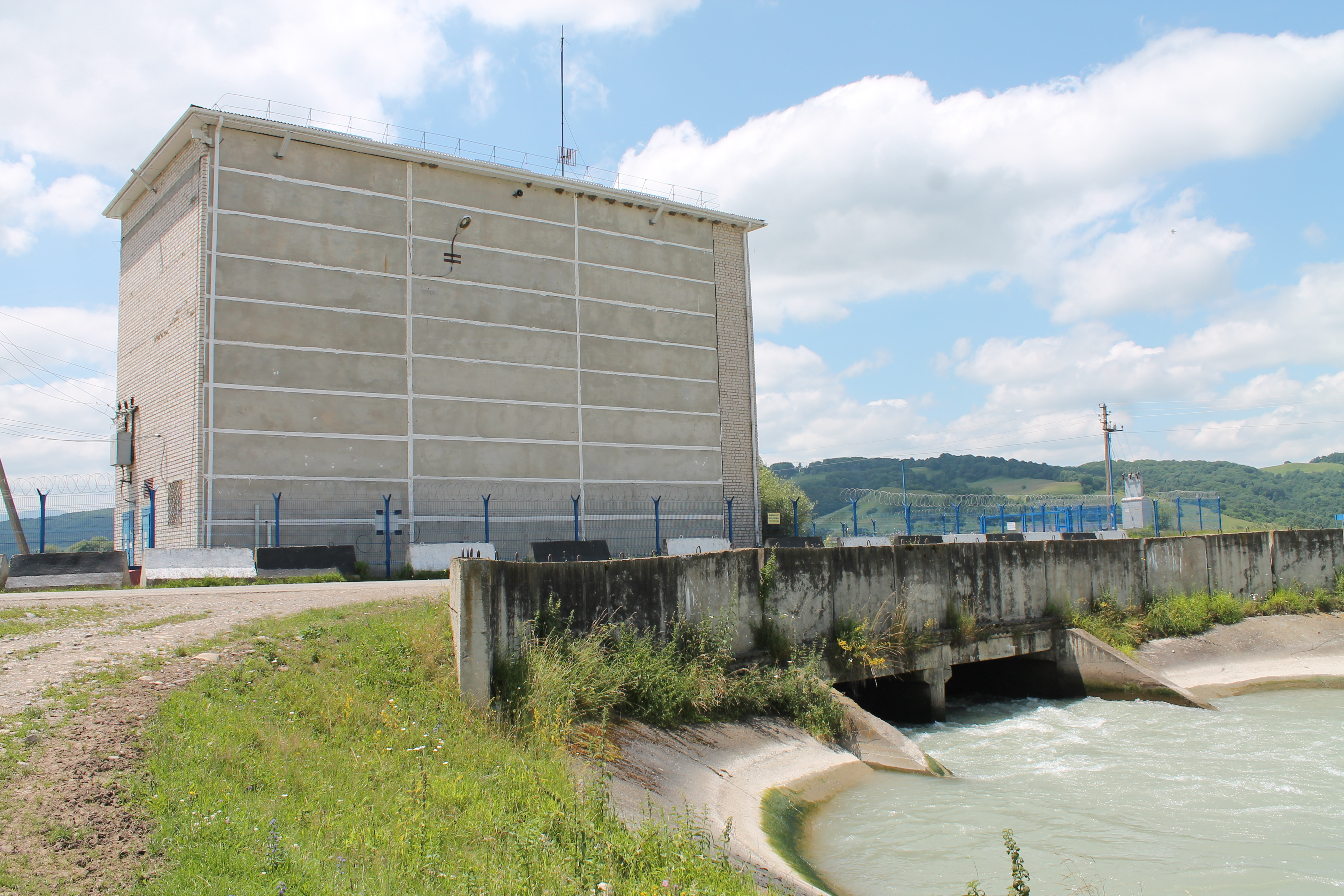
Аварийно-перегораживающее сооружение перед каналом Аксаут—Кардоник к югу от станицы

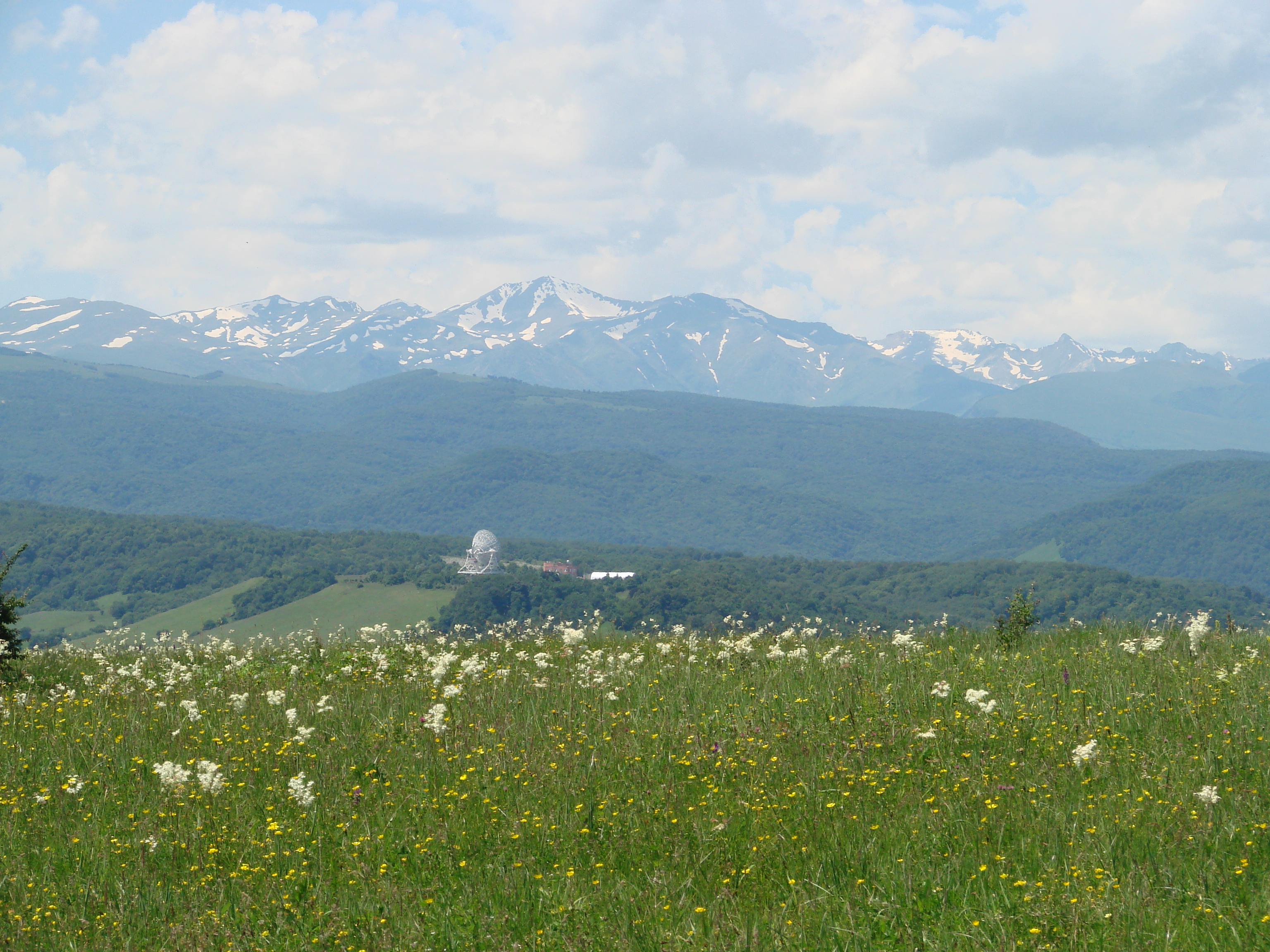
Вид из района западнее бугра Романов на горы и Зеленчукскую радиоастрономическую обсерваторию

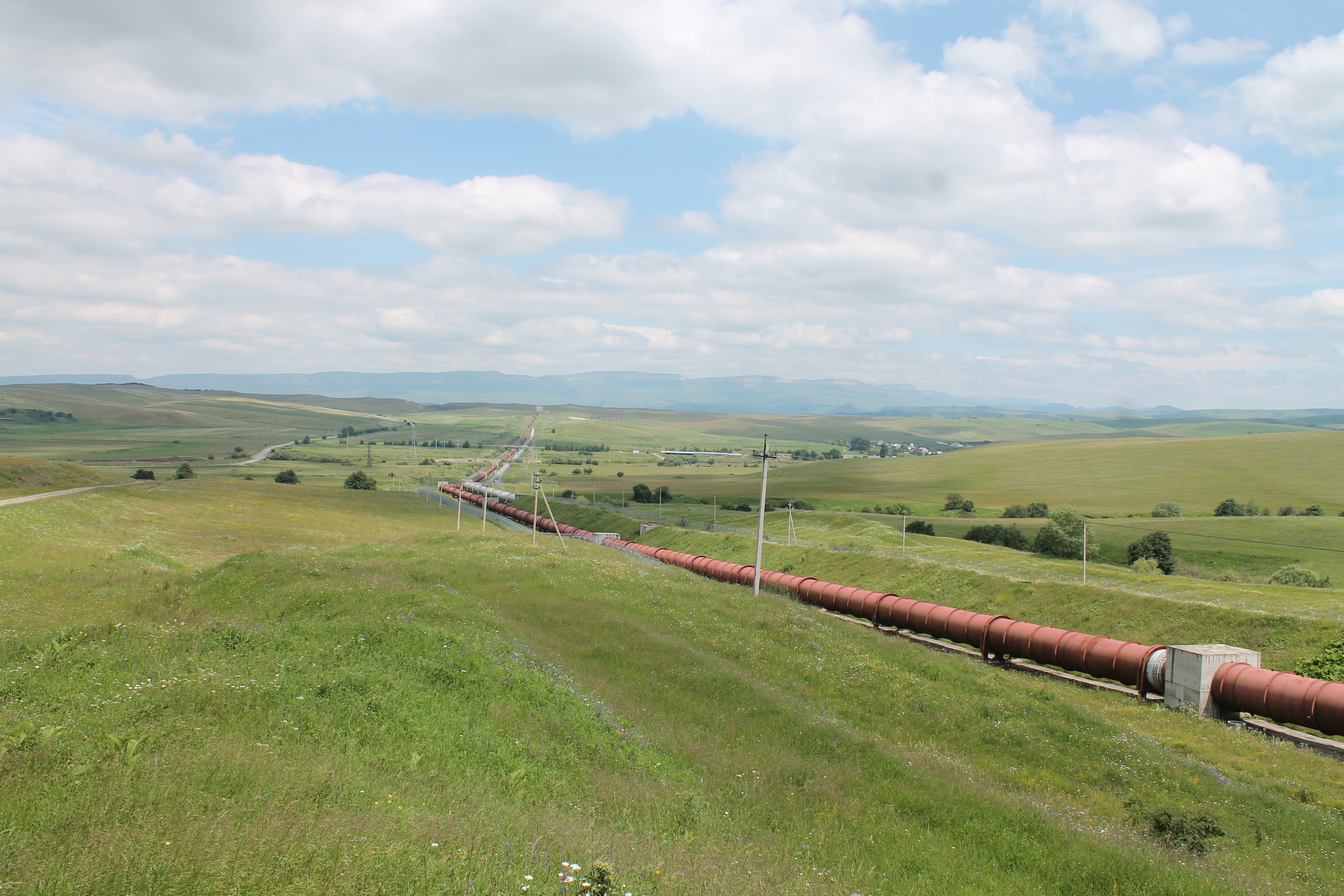
Дюкер Зеленчукской ГЭС-ГАЭС между Кардоникской и аулом Кызыл-Октябрь

Станица Кардоникская расположена в 6 км к востоку от районного центра станицы Зеленчукской. Через Кардоникскую протекают две реки — Аксаут и её правый приток река Кардоник, одноимённая с названием станицы. Основная часть поселения расположена в междуречье Аксаута и Кардоника, крупный микрорайон находится на левом берегу Аксаута, на восточном берегу Кардоника — лишь одна улица. Несколько западнее окраин станицы на север параллельно Аксауту течёт Маруха. Севернее Кардоникской, сливаясь вместе, Аксаут и Маруха образуют Малый Зеленчук (междуречье рек недалеко от их слияния носит название «урочище Клин»).
Юго-западнее, южнее, юго-восточнее и восточнее станицы располагаются гидротехнические сооружения Зеленчукской ГЭС-ГАЭС, по которым осуществляется переброска вод Большого Зеленчука, Марухи и Аксаута в Кубань. Это туннель от реки Хуса-Кардоникской до Марухи, гидроузел на Марухе, туннель до Аксаута, гидроузел на Аксауте, канал Аксаут—Кардоник, дюкер через Кардоник, канал, дюкер и ещё один канал перед бассейном суточного регулирования, расположенным на плато на левом берегу Кубани к востоку от Кардоникской.
Станица находится в низменной котловине. Определённое повышение рельефа имеется западнее, по направлению к Зеленчукской, стоящей в долине Большого Зеленчука. На востоке относительно плавное, с перепадами, повышение рельефа (балка Барановская, урочище Цецарское) переходит в вышеупомянутое плато, достаточно резко, в том числе со скалистыми участками, обрывающееся над долиной Кубани. На юго-западе, юге и юго-востоке котловина ограничивается умеренно лесистыми предгорьями, которые разделяют речные долины Хуса-Кардоникской и Большого Зеленчука, Марухи, Аксаута, Кардоника. Преобладающая растительность в предгорьях — ольха и берёза. Ближайшие крупные вершины указанных предгорий: в междуречье Марухи и Хуса-Кардоникской — бугор Романов (1054,1) и возвышающаяся над урочищем Башлык гора 1089,5 м; в междуречье Марухи и Аксаута — гора Шахан (1158,9 м); в междуречье Аксаута и Кардоника — вершина 1126,3 м.
Северо-западнее и северо-восточнее долину Малого Зеленчука обжимают, образуя северную границу котловины, безлесные участки Скалистого хребта. Ближайшие к станице склоны хребта на левом берегу Марухи в районе её слияния с Аксаутом именуются урочищем Камышовым. На северо-востоке от Кардоникской несколько более низких отрогов Скалистого хребта образуют урочище Гора Длинная (1055,1 м), бугор Острый (1029,8 м), гора Чирячек (1239 м) и гора Бикет (1116,1 м), над которыми господствует гора Джангур (1560,2 м) — наивысшая точка хребта между долинами Малого Зеленчука и Кубани.
Кроме Зеленчукской, рядом со станицей Кардоникской находятся: на юго-западе, в горной долине Марухи — село Маруха; на юге, в долине Аксаута — село Хасаут-Греческое; на юго-востоке, на берегах Кардоника — аул Кызыл-Октябрь; на востоке — хутор Восток и, в долине Кубани, аул Кумыш и пгт Орджоникидзевский; на севере, на правом берегу Малого Зеленчука — аул Жако.

## История

### Основание станицы
В 1829 году в ходе Кавказской войны русское командование заложило новую Зеленчукскую оборонительную линию по реке Большой Зеленчук, которая стала основой для более прочного занятия среднего и верхнего течения Большого и Малого Зеленчука уже в конце 1850-х годов. Зеленчукская линия была направлена, прежде всего, против так называемых «беглых» кабардинцев, ушедших в Закубанье для продолжения борьбы с русскими войсками. Согласно описанию подполковника барона К. Ф. Сталя от 1852 года, она не являлась сплошной кордонной линией и состояла лишь из укрепления Надежинского (ныне станица Сторожевая), поста Большерского (район нынешнего хутора Ново-Исправненского) и укрепления у Каменного моста через Большой Зеленчук (чуть выше современной станицы Исправной). На тот момент предполагалось также возвести укрепление на реке Маруха для установления сообщения Надежинского с Баталпашинской.
Существует мнение, что в 1855 году на месте теперешней станицы Кардоникской была поставлена казачья застава. На заставе якобы служило 17 казаков во главе с польским офицером, сосланным на Кавказ после Польского восстания 1830 года. В 1857 году казакам разрешили выписать семьи (утверждается, что из Воронежской губернии). В числе первых казачьих семей на месте будущей станицы якобы проживали Нагубные, Дёмины, Бедаевы, Малютины и другие. Застава относилась к 5-й Хопёрской бригаде генерал-майора Р. К. Васмунда из состава Кавказского линейного казачьего войска (в реальности Р. К. Васмунд командовал Хопёрской бригадой лишь до декабря 1853 года).
В истории Литовского пехотного полка, занимавшегося в 1859 году основанием и строительством новой казачьей станицы Кардоникской, однако, не содержится упоминаний о существовании более ранней заставы на этом месте. Гористая местность в окрестностях по воспоминаниям была покрыта лесами с дикими зверями, не избалованными вниманием человека (особо упоминаются медведи и «чекалки» — шакалы). Строительство Кардоникской началось 19 апреля 1859 года, в один день со станицей Зеленчукской, силами 3-го батальона Литовского полка. Места для строительства Зеленчукской и Кардоникской были выбраны начальником Урупской кордонной линии подполковником Е. Ф. Семёнкиным, устройством вала вокруг строящейся станицы заведовал подпоручик Бонч-Осмоловский. В конце мая в Кардоникскую прибыл батальон Севастопольского пехотного полка, сменивший в июле литовцев, убывших к новому месту дислокации в Мелитопольский уезд.
Есть несколько версий объяснения названия станицы Кардоникской (первоначально — Кордоникской). Первая связывает его с названием реки, на берегах которой возникло поселение — Кардоник (Кордоник или Кардамык). Вторая — с фактом существования на месте станицы вышеупомянутого казачьего кордона (отсюда, возможно, возникло и имя реки). В период Кавказской войны между станицами устанавливались посты, или кордоны, обнесённые рвом и земляным бруствером и имевшие четырёхугольную форму в плане. При этом название реки также может возводиться якобы к аланскому «кармдон» (осет. хъарм дон — «тёплая вода»).
В окрестностях имелось несколько сторожевых и наблюдательных постов: Аксаутский — южнее Кардоникской (в разное время находился в двух разных местах к югу от станицы), Джарский — восточнее Кардоникской, Мостовой — у моста через Малый Зеленчук к северу от станицы. На западном берегу Марухи, в направлении на станицу Зеленчукскую, была построена сторожевая башня.

### Вторая половина XIX — начало XX века
При заселении станицы в Кардоникской было поселено 3 офицерских семьи, 59 семей линейных казаков, 47 — донских, малороссийских семей — 78, нижних чинов регулярного войска — 117 семей. По данным 1873—1874 годов численность населения составляла 2473 человека. В 1882 году — 3084 человека.

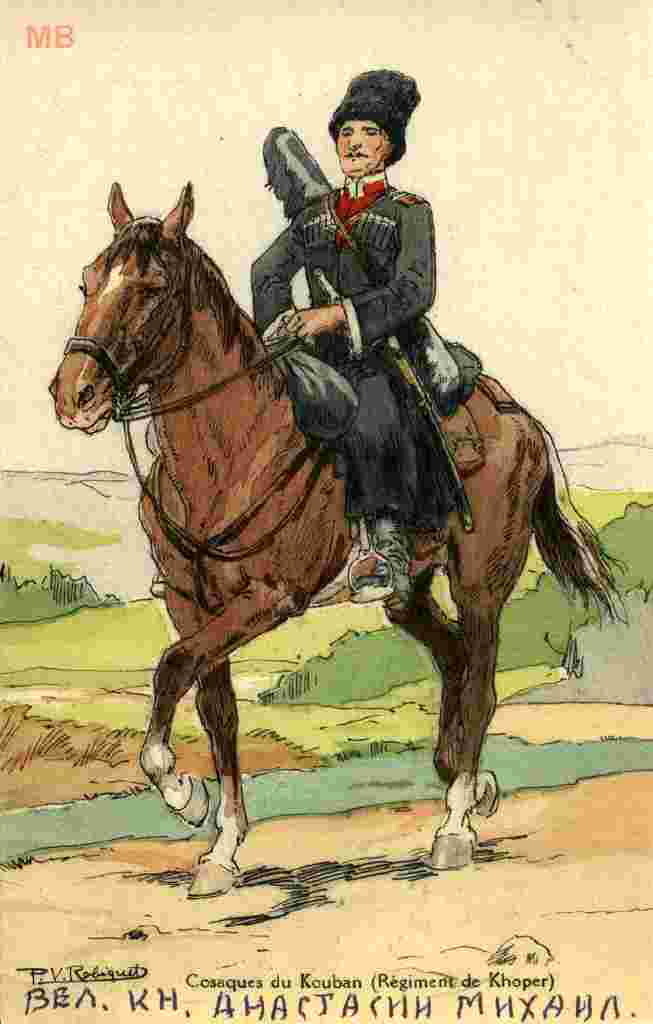
Казак Хопёрского 1-го полка. Открытка 1914 года

В военном отношении станица Кардоникская первоначально была приписана ко 2-му Урупскому казачьему полку, сформированному в 1858 году. В 1870 году вошла в Хопёрский полковой округ, в котором базировался Хопёрский 1-й казачий полк (бывший 1-й Урупский, затем 18-й конный полк). С 1869 года входила в Баталпашинский уезд, с 1888 года — Баталпашинский отдел Кубанской области.
В этот период станица Кардоникская была окружена рвом в 4-5 м шириной и 2-3 м глубиной. Внутри этой территории жили коренные станичники, а снаружи — пришлые люди из разных регионов Российской империи. Этот ров защищал от нападения горцев. Станицу с запада на восток изначально прорезывали две, а затем семь улиц: это нынешние Международная (ранее Широкая), Комсомольская, Октябрьская, Красная, Кооперативная (ранее Грязная), Калинина и Первомайская. Две очень широкие улицы, Международная и Первомайская, до 1920-х годов были южной и северной границами станицы соответственно. За проезжей частью улиц был выкопан ров в 6 аршин шириной и 2,5 аршина глубиной. За рвом на валу стоял частокол (также есть неподтверждённая информация о высокой, до 2 м, облепиховой изгороди). Впоследствии рвы засыпали, частоколы убрали, валы разровняли, и образовались две широкие улицы.
Имела Кардоникская и свои неофициальные названия улиц и районов: Ласкирь, Чичикин курган, Батарея, Щавли, Безбожное, Хворостяны, Капустяны, Глухая и другие. Станица делилась на 4 части. Линиями раздела были две центральные улицы — нынешние Красная (идёт с запада на восток) и Ленина (идёт с севера на юг). Юго-западная четверть в народе именовалась «убых», то есть — казаки, настоящие разбойники, а также «щавли» — по бытовым признакам, так как там больше всех и чаще всех варили борщ со щавелем. Юго-восточная часть именовалась «хворостяне», северо-западная — «капустяне», последняя, северо-восточная часть — «хохлы», поскольку здесь поселились в основном малороссийские семьи. Расширение станицы Кардоникской «за ров», как раз с возникновением «хворостян», «капустян» и прочих началось ещё до Октябрьской революции.
Станичники верхне-кубанских станиц давали прозвища жителям других станиц:
- Кардоникская — «пушкари» и «кардонцы»;
- Зеленчукская — «кугуты» и «сапетошники»;
- Исправная — «желтоухие»;
- Преградная — «каешники»;
- Сторожевая — «колдуны» и «шестилюшники»[20].

Энциклопедический словарь Ф. А. Брокгауза и И. А. Ефрона, описывая станицу Кардоникскую, приводит дореволюционные статистические данные: «жителей — 3757, церковь, школа, лавок — 4, мельниц — 8». В 1899 году в дополнение к церковно-приходской была открыта начальная школа, почётным блюстителем был урядник Иван Захарович Резниченко, законоучителем — священник Николай Васильевич Бондаревский, учителем — Николай Тимофеевич Прокудин. До революции в станице были мельницы Федоршина, Павлова, Сагайдакова, два маслосырзавода (владелец — Студенцев), маслобойня Нагубного. Размер казачьих земельных наделов в Кардоникской, наряду с некоторыми другими станицами, находился в пределах от 1,4 десятины до 12,6 десятин на душу мужского пола. Среди жителей станицы было распространено отходничество.
Описание окрестностей станицы в конце XIX века оставил епископ Ставропольский и Екатеринодарский Владимир (Петров) в своих путевых заметках, посвящённых его путешествиям по епархии (1886—1887 годы):

«Проехавши около 8 вёрст, мы оставили Кубань. Берегом маленькой речки, с Запада прорезывающей горы надкубанские и падающей в Кубань, мы постепенно поднялись на горную площадь, по которой текут вершинные речки, составляющия потом р. Малый Зеленчук. Местность эта, несмотря на свою возвышенность, удобна для хлебопашества, сенокошения и пастьбы скота. Замечательна в своём роде она и тем, что тут на незначительном пространстве собралось несколько народностей: тут и казачья станица (Кардоникская), и Греческий посёлок (Хасаут), и посёлок Эстонский, и улус Горский (Хусен-Кардоник), и посёлок Русских крестьян (Марухский).»

### Гражданская война

М. А. Фостиков

Советская власть в Баталпашинском отделе была окончательно установлена в марте 1918 года. Уже в мае-июне в западных станицах отдела начинают свои действия повстанцы полковника А. Г. Шкуро. Во второй половине июня восстание охватило север и запад отдела, однако первоначально было разгромлено, попытки Шкуро опереться на мобилизационный потенциал южных станиц отдела (район Преградной—Зеленчукской) не имели успеха.
В августе А. Г. Шкуро, после июльского налёта на Ставрополь установивший координацию с Добровольческой армией А. И. Деникина, вновь появился на Верхней Кубани для расширения казачьего и горского повстанческого движения. В сентябре им была занята станица Баталпашинская, затем, постепенно, почти вся территория Баталпашинского отдела. Бои на западе и севере отдела, в связи с контрнаступлением красных войск, продолжались в декабре 1918 и начале января 1919 года. Во власти деникинцев горские аулы и казачьи станицы находились до весны 1920 года. А. Г. Шкуро был избран «почётным стариком» станицы Кардоникской и ещё нескольких станиц Баталпашинского и Лабинского отделов.
Летом 1920 года Кардоникская и другие горные станицы отдела, как и горный Карачай, стали базой для повстанческой армии генерал-майора М. А. Фостикова, сумевшего ненадолго укрепиться на Верхней Кубани после развала единого белогвардейского фронта на юге России. Первый бой с красноармейскими частями произошёл 4 июля между Кардоникской и Красногорской. 9 августа, в период активного наступления сил Фостикова в Лабинском и Майкопском отделах, в станице Баталпашинской Реввоенсовет 9-й армии РККА и ревком Баталпашинского отдела выпустили приказ-воззвание:

«В ответ на предательский удар кардоничан в спину трудящихся: содействие белым бандам в борьбе с Рабоче-Крестьянской Россией, снабжение белых продовольствием, участие с белыми в нападении на красноармейские части, находящиеся в Баталпашинском отделе, особоуполномоченный Реввоенсовета 9-й армии на основании данных ему чрезвычайных полномочий, постановляет:

1. Станицу Кардоникскую, как пособницу белогвардейцам, враждебную Советской власти, высказавшую эту враждебность в активном содействии белогвардейцам в их борьбе против Советской власти, уничтожить.

2. Населению станицы, сочувствующему Советской власти, со своим имуществом немедленно явиться в Баталпашинск для размещения на бывших частновладельческих экономиях и советских хозяйствах: желающим же остаться — заявить Революционному комитету.

3. Всем населённым пунктам района станицы Кардоникской, под страхом участи кардоничан, доставить в Баталпашинск в распоряжение Революционного комитета весь скот и имущество, увезённое из станицы и находящееся у них.

4. Всем населённым пунктам Баталпашинского отдела и его района, под страхом строгой ответственности, не давать приюта каинам Советской власти — кардоничанам, а последним со всем имуществом немедленно явиться с повинной головой к Советской власти. В противном случае они будут беспощадно уничтожаться, где бы они ни были застигнуты войсками…»

В конце августа и сентябре М. А. Фостиков через горы ушёл к побережью Чёрного моря, откуда эвакуировался в Крым.

### Советский период

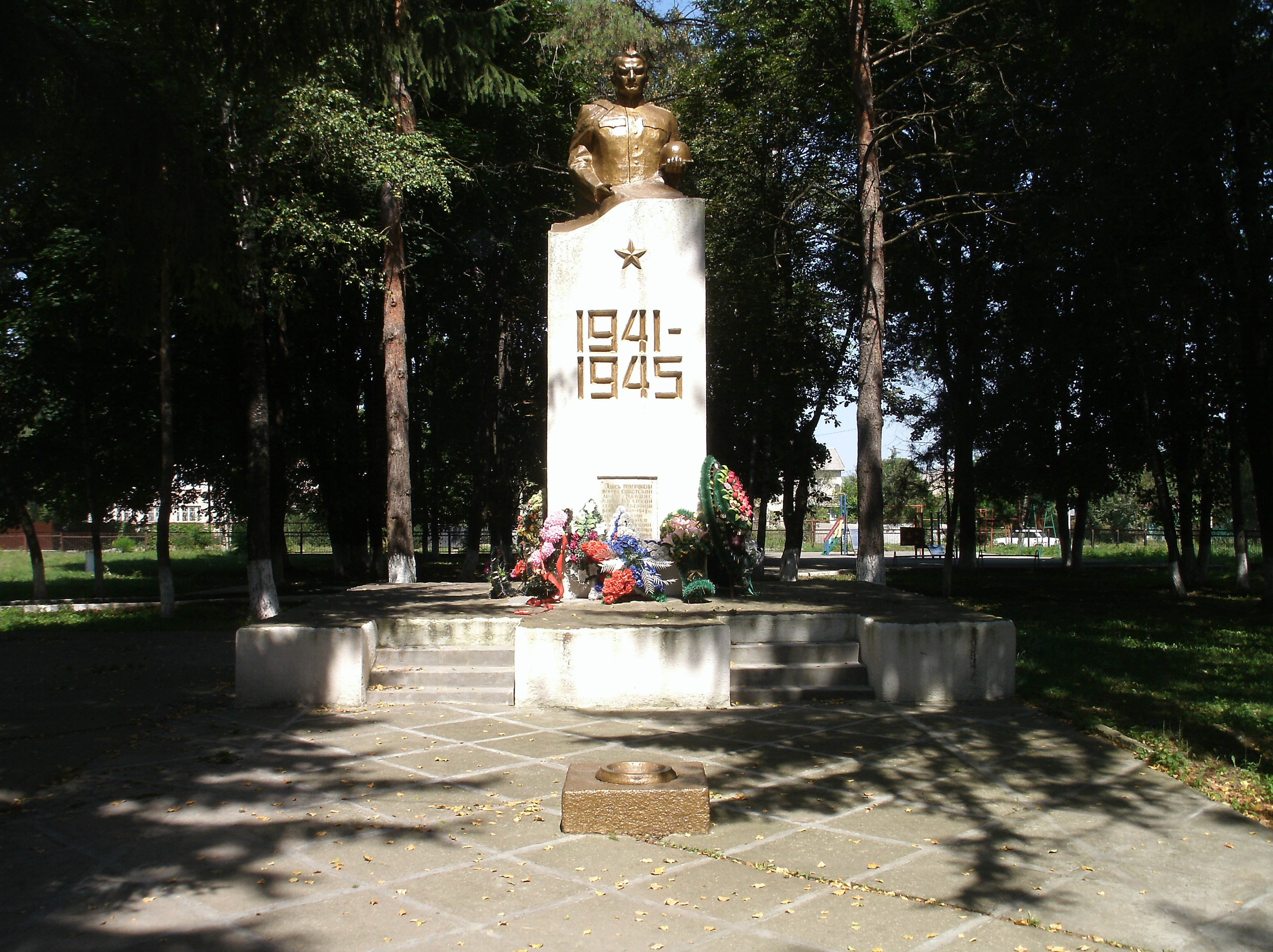
Обелиск советским воинам и жителям, погибшим в годы Великой Отечественной войны, в станице Кардоникской

В 1933 году в Кардоникской были поселены голодающие из разных регионов России (прежде всего, с территорий будущего Краснодарского края). До Великой Отечественной войны в Кардоникской существовал завод стерлинг-шлангов (электроизоляционных трубок), затем переименованный в канатный. В 1952 году на его базе был открыт завод «Электроизолит». В период немецкой оккупации в годы войны в Кардоникской у местных жителей были спрятаны раненые советские военнопленные, тайно переправленные сюда из Микоян-Шахара усилиями хирурга П. М. Баскаева в связи с угрозой их расстрела гитлеровцами перед началом немецкого отступления с Кавказа.

## Население
| 1897  | 1913  | 1915  | 1959  | 1970  | 1979  | 2002  |
| ----- | ----- | ----- | ----- | ----- | ----- | ----- |
| 4638  | ↗6675 | ↗8213 | ↗9114 | ↘8559 | ↘8148 | ↘7796 |
| 2010  | 2012  | 2013  | 2014  | 2015  | 2016  | 2017  |
| ↘7091 | ↘6969 | ↘6929 | ↘6879 | ↘6824 | ↘6751 | ↘6716 |
| 2018  | 2019  | 2020  | 2021  | 2023  | 2024  | 2025  |
| ↗6723 | ↘6702 | ↗6747 | ↗7582 | ↗7594 | ↗7601 | ↘7586 |

Национальный состав
Согласно переписи 1926 года, в станице проживало 7562 человека в 1486 хозяйствах, из них 3579 мужчин и 3983 женщины. 6405 человек причислили себя к казакам. Национальный состав населения был следующим:
- украинцы — 4 658 чел. (61,6 %),
- русские — 2 784 чел. (36,8 %),
- другие — 120 чел. (1,6 %).

По данным Всероссийской переписи населения 2002 года:
- русские — 6 231 чел. (79,9 %),
- карачаевцы — 1 346 чел. (17,3 %),
- греки — 34 чел. (0,4 %),
- украинцы — 28 чел. (0,4 %),
- черкесы — 23 чел. (0,3 %),
- другие — 134 чел. (1,7 %).

По данным Всероссийской переписи населения 2010 года:
- русские — 5 185 чел. (73,12 %),
- карачаевцы — 1 598 чел. (22,54 %),
- цыгане — 97 чел. (1,37 %),
- украинцы — 33 чел. (0,47 %),
- греки — 22 чел. (0,31 %),
- другие — 96 чел. (1,35 %),
- не указали — 60 чел. (0,85 %).

По данным Всероссийской переписи населения 2021 года:
| Народ               | Численность, чел. | Доля от всего населения, % |
| ------------------- | ----------------- | -------------------------- |
| русские             | 4 888             | 64,47 %                    |
| карачаевцы          | 2 420             | 31,92 %                    |
| цыгане              | 143               | 1,88 %                     |
| черкесы             | 24                | 0,32 %                     |
| другие / не указано | 107               | 1,41 %                     |
| всего               | 7 582             | 100,0 %                    |

## Религия
Русская православная церковь
В станице находится церковь в честь Покрова Пресвятой Богородицы.
Первая Покровская церковь была построена в 1882 году. Её строителями были приписные казаки Даниил Астахов и его сын Фёдор. Изначально церковь была деревянной, трёхкупольной, «без единого гвоздя». Храм был обнесён высокой каменной стеной из тёсаного известняка в 1,5 аршина шириной. Восточнее церкви была построена дежурка, вокруг церкви было небольшое кладбище, на котором хоронили священнослужителей. Имелась звонница. 1895 годом датируются первые данные о церковно-приходской школе при храме (49 учеников), заведующим и законоучителем был священник Дьяченко.

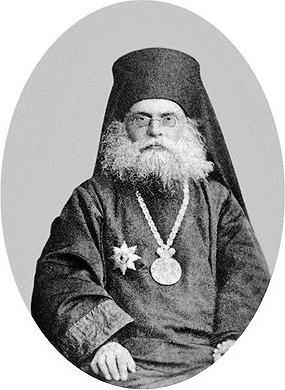
Епископ Владимир, начало 1880-х годов

На страницах путевых заметок епископа Владимира говорится:

«…стан. Кардоникская, в свою очередь замечательна 1) церковью деревянною, но очень обширной и отличной архитектуры, с очень хорошим иконостасом, а, главное, замечательною дешевизной постройки (до 25.000 р. со всею отделкой внешней и внутренней; по Кубанской области гораздо меньшие и худшие стоили до 60.000 р., благодаря хотению и умению старателей…), 2) местным священником, он же и благочинный, священствующим здесь неотходно со дня своего рукоположения, вот уже 27-й год (это тоже редкость в здешней епархии).»

В августе 1937 года по решению местных властей храм был закрыт. Демонтаж купольных крестов был осуществлён местным жителем Ляпиным. Сами купола были разобраны несколько позднее. Из здания была вынесена вся церковная утварь и элементы внутреннего убранства, а храмовой крыше придали конусообразную форму, разместив в помещении станичный клуб. Впоследствии бывшую церковь приспособили под зерновой амбар.
В период Великой Отечественной войны, с приходом немцев, в 1942 году храм вновь был открыт по приказу немецкого коменданта. Станичниками была возвращена часть церковных икон, а специально приглашённый священник совершал богослужения. После освобождения населённого пункта церковный совет станицы собирал средства на помощь Красной армии.
В октябре 1947 году здание церкви было изъято у церковной общины (при этом верующие активно не соглашались с данным решением). Деревянное здание бывшей Покровской церкви начало постепенно разрушаться и к 1967 году было полностью снесено. На его месте было возведено здание, вместившее в себя правление колхоза, станичные клуб и кинотеатр. Рядом была устроена Аллея героев, являвшихся уроженцами Кардоникской и павших на полях Великой Отечественной войны.
Вскоре после окончания войны местная жительница Сергиенко Евгения Герасимовна (урождённая Шевченко), переезжая в Кисловодск, продала своё жилище под молельный дом местной православной общине. К началу 1949 года община уже имела в пользовании Покровский молельный дом. Некоторое время община Кардоникской была приписана к храму станицы Зеленчукской (1964—1965 годы), с 1967 по 1969—1970 годы, в свою очередь, к Покровскому молельному дому были приписаны верующие станиц Сторожевой и Исправной. По данным Управления КГБ по КЧАО, в Кардоникской наблюдалась достаточно высокая активность верующих.
Впоследствии на месте молельного дома была возведена новая кирпичная церковь в честь Покрова Пресвятой Богородицы. Старые иконы за ветхостью своей частью были отданы жителям станицы, частью осели в запасниках церкви. Сейчас на стенах храма преобладают новые образа.
В урочище Романов курган, недалеко от Кардоникской, на одном из двух имеющихся здесь родников, была поставлена часовня в память иконы Пресвятой Богородицы «Живоносный Источник».

## Экономика
Промышленность
- ЗАО «Кардоникский завод «Электроизолит». Продукция — электроизоляционные трубки. С 2017 года имеет статус микропредприятия.
- Кардоникский маслосыродельный завод. Не функционирует.
- Молочный завод. Не функционирует.
- Хлебопекарня.
- Винзавод[1].

Сельское хозяйство
- СПК Племзавод «Кардоник». Ликвидирован в 2006 году.
- СПК «Успех». Занимается разведением молочного крупного рогатого скота.
- ООО Племенной репродуктор «Аксаут». Занимается разведением овец[1].